# Sint-Jozef Arbeiderkerk (Torhout)

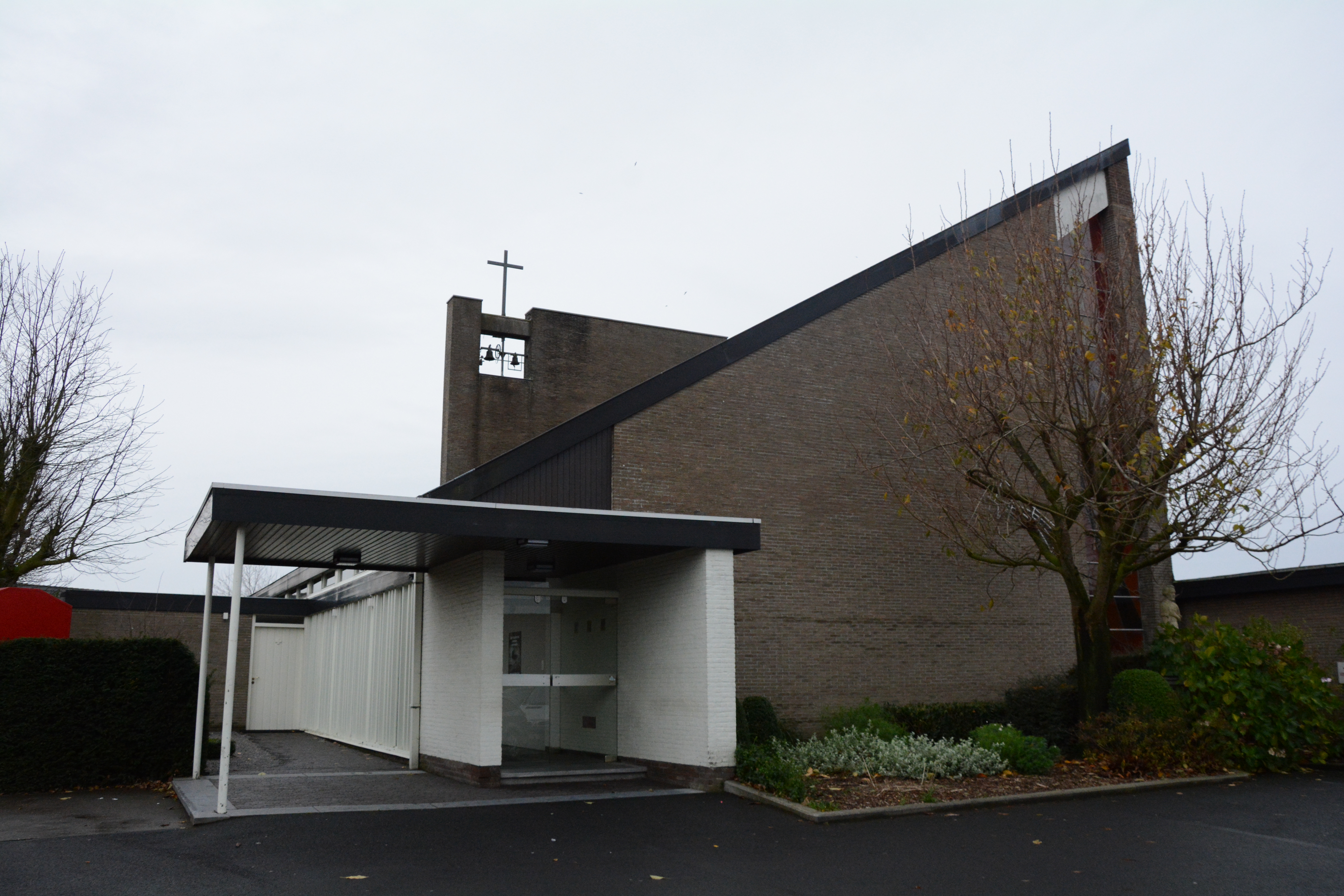
Sint-Jozef Arbeiderkerk

De Sint-Jozef Arbeiderkerk is de parochiekerk van de tot de West-Vlaamse stad Torhout behorende wijk De Driekoningen, gelegen aan de Steenveldstraat 4.
De Sint-Jozef Arbeiderparochie werd gesticht in 1963 en van 1963-1964 werd de huidige kerk gebouwd. Architect was R. Schotte.
De kerk werd gebouwd in de stijl van het naoorlogs modernisme. Het is een bakstenen gebouw onder lessenaardak. De noordzijde heeft een hoog en smal glas-in-loodraam. De zuidzijde heeft een klokkenmuur, getooid met een kruis.